# Dashu
Dashu (chiń. upr. 大树区; chiń. trad. 大樹區; pinyin Dàshù qū; Wade-Giles Ta-shu ch’ü) – dzielnica (chiń. 區, qū) w rejonie Fengshan miasta wydzielonego Kaohsiung na Tajwanie. 
23 czerwca 2009 komitet przy Ministrze Spraw Wewnętrznych Republiki Chińskiej zarekomendował scalenie dotychczasowego powiatu Kaohsiung (chiń. trad. 高雄縣; pinyin Gāoxióng xiàn) i miasta wydzielonego Kaohsiung (chiń. trad. 高雄直轄市; pinyin Gāoxióng zhíxiáshì) w jedno miasto wydzielone; wszystkie gminy wiejskie (chiń. 鄉, xiāng), jak Dashu, miejskie oraz miasta wchodzące w skład powiatu zostały przekształcone w dzielnice (chiń. 區, qū). Ustawa weszła w życie 25 grudnia 2010 roku.
Populacja dzielnicy Dashu w 2016 roku liczyła 43 067 mieszkańców – 20 956 kobiet i 22 111 mężczyzn. Liczba gospodarstw domowych wynosiła 13 548, co oznacza, że w jednym gospodarstwie zamieszkiwało średnio 3,18 osób.

## Demografia (2011–2016)
| Rok  | Liczba ludności | Gęstość zaludnienia | Kobiety | Mężczyźni | Gospodarstwa domowe |
| ---- | --------------- | ------------------- | ------- | --------- | ------------------- |
| 2011 | 43 609          | 651                 | 21 087  | 22 522    | 13 111              |
| 2012 | 43 429          | 648                 | 20 989  | 22 440    | 13 148              |
| 2013 | 43 418          | 648                 | 21 069  | 22 349    | 13 235              |
| 2014 | 43 190          | 644                 | 20 990  | 22 200    | 13 296              |
| 2015 | 43 161          | 644                 | 20 980  | 22 181    | 13 403              |
| 2016 | 43 067          | 642                 | 20 956  | 22 111    | 13 548              |